# Конрадин
Конрад, познат основно под умалителното Конрадин (на немски: Konradin, на италиански: Corradino), е херцог на Швабия (1254 – 1268, като Конрад IV), крал на Йерусалим (1254 – 1268, като Конрад III) и крал на Сицилия (1254 – 1258, de jure до 1268, като Конрад II).

## Произход и детство (1252 – 1266)
Роден е в замъка Волфщайн край град Ландсхут, Бавария. Негов баща е Конрад IV, крал на Германия, а майка – Елизабет Вителсбах. Въпреки че понякога е наричан „Крал на Германия“ под името Конрад V, той никога не получава тази титла.
Загубил баща си през 1254, Конрадин израства при вуйчо си Лудвиг II Строги, херцог на Горна Бавария. През това време титлите му на херцог на Швабия и крал на Йерусалим са пазени от негови настойници. В Сицилия Манфред, полубрат на бащата на Конрадин, управлява като регент, същевременно кроейки планове за узурпиране на кралството.
Знае се малко за външността и характера на Конрадин, освен че бил „красив като Авесалом и говорил добър латински“. Въпреки че баща му го поверява на закрилата на църквата, папа Инокентий IV проявява същата неотстъпчива омраза към младия принц както към дядо му Фридрих II и дори прави опит да подари Кралство Сицилия на чуждестранен принц. Наследникът на Инокентий на папския престол – Александър IV, повлиян от бившите съветници на Инокентий, продължава политиката му, като предлага земите на Хоенщауфените в Германия на Алфонсо X, крал на Кастилия, и прави невъзможно избирането на Конрадин за император на Свещената Римска империя.
След като приема короните на Йерусалим и Сицилия (която в този период включва остров Сицилия и Южна Италия), Конрадин влиза във владение на Херцогство Швабия през 1262, където остава за известно време. През 1258 е поканен от италианските гвелфи да обяви война на Манфред, коронован за крал на Сицилия след грешен слух за смъртта на Конрадин. Вуйчо му Лудвиг обаче отказа поканата от името на племенника си.
През септември 1266 г. вуйчо му Лудвиг II го жени за Софи фон Ландсберг (тогава Конрадин е на четиринадесет, а булката на 10-годишна възраст). На сватбата, състояла се най-вероятно в Бамберг или Нюрнберг, самият той не присъства, а брачният договор е подписан от Лудвиг. Легитимността на брака е спорна – поради това, че Софи е все още дете и Конрадин не се е срещнал с нея, има голяма вероятност подписаният документ всъщност да е бил годежен договор. Това е подкрепено и от писмо, написано от самия Конрадин след битката при Талякоцо, в което обещава да се ожени за дъщерята на благородник, в чийто замък бил отседнал, ако му окаже съдействие срещу Шарл.

## Кампания в Италия (1266 – 1268)
През същата 1266 г. Шарл I д’ Анжу, повикан и подпомогнат от папа Климент IV, побеждава и убива Манфред в битката при Беневенто, като по този начин слага ръка върху Южна Италия. Малко след това пратеници на гибелинските градове пристигат в Бавария, призовавайки Конрадин да дойде и освободи Италия. Мобилизирал армиите в земите си, Конрадин и най-добрият му приятел, заедно с когото израства – 17-годишният Фридрих I, маркграф на Баден, прекосяват Алпите и достигат Верона, където младият крал издава манифест, чрез който предявява претенциите си към Сицилия.
Независимо от връщането на вуйчо му Лудвиг и други благородници в Бавария, заплахите на папа Клемент IV и липсата на пари, каузата му се венчае с успех. Обявявайки го за крал на Сицилия, негови армии в Северна и Южна Италия се въоръжават; Рим приема пратениците му с ентусиазъм; самият той приема приветствия в Павия, Пиза и Сиена. През септември 1267 г. испанска флота акостира в сицилианския град Шака и по-голямата част от острова въстава срещу управлението на Шарл I д’Анжу. Докато единствено Палермо и Месина остават верни на Шарл, въстанието се разпространява в Калабрия и Апулия. През ноември същата година Конрадин е отлъчен от църквата, а флотата му печели победа срещу тази на Шарл. През юли 1268 самият Конрадин с огромен ентусиазъм влиза в Рим и е посрещнат от радостни тълпи.
Увеличил силите си, той се спуска към Лучера, за да се срещне със сарацинските наемници, установили се там от времето на дядо му. На 23 август 1268 многонационалната му армия от италиански, испански, римски, арабски и немски войски среща тази на Шарл край Талякоцо – хълмиста местност в Централна Италия. Битката започва успешно за Конрадин, но след една моментна победа наемната му армия, в настървеността си да плячкоса лагера на врага, попада в капан и е разбита. Избягвайки от бойното поле, младият крал достига Рим, където е посъветван да напусне града и да се отправи към Торре Астура на крайбрежието в опит да отплава за Сицилия. Там обаче става жертва на предателството на местен благородник, в чийто замък се намирал, арестуван е и е предаден на Шарл, който го затваря в Castel dell’Ovo в Неапол, заедно с неразделния му приятел Фридрих I Бадски. Осъден е като предател и заедно с Фридрих и още 11 верни благородника е обезглавен пред тълпата на пазарния площад в Неапол на 29 октомври 1268 година. Последните му думи са: „Oh Mutter, welches Leiden bereite ich dir!“ („О, майко, какво страдание ти причинявам!“). Няколко дни по-късно Елизабет Вителсбах пристига в Неапол с ковчеже злато за неговия откуп и открива останките му заровени на брега на града.

## Легенди и наследство
Със смъртта на Конрадин, законната линия на династията Хоенщауфен се прекъсва. Останките му, заедно с тези на неразделния му приятел Фридрих, лежат в един гроб в църквата Santa Maria del Carmine в Неапол, създадена от майка му в негова памет с парите, предназначени за откуп; там през 1847 Максимилиан, принц на Бавария, издига мраморна статуя от скулптора Бертел Торвалдсен в негова памет.
През XIV век в Манеския кодекс са включени две песни, написани от Конрадин, а съдбата му става сюжет за множество легенди и романтични драми от XVIII и XIX век.
Според една история папата, наблюдавайки поредната победа на Конрадин, предрекъл пред Тома Аквински, че величието на момчето ще изчезне като дим и че младия крал ще върви към Апулия като към кланица. Друга легенда разказва как, докато играли шах в затвора, на Конрадин и Фридрих е съобщена присъдата им. Въпреки че щели да бъдат екзекутирани, двамата благородници спокойно довършили партията. Казва се още, че когато Конрадин е обезглавен, от небето с писък се спуснал орел, потопил дясното си крило в кръвта му и изчезнал обратно в небесата.
Наследственото му Кралство Йерусалим се прехвърля в ръцете на наследниците на прапрапрабаба му Изабела I, сред които избухва спор за престола, спечелен от Хуго III, тогава крал на Кипър.
Наследница на короната на Сицилия и Херцогство Швабия е леля му Маргарет, полусестра на баща му Конрад IV, омъжена за Алберт, маркграф на Тюрингия. Синът им Фридрих изявява претенции към Сицилия и Швабия от нейно име, които срещат малка подкрепа. Швабия, заложена от Конрадин за да финансира последния му поход, се разпада като териториална единица, а Шарл Анжуйски имал достатъчно сила в Южна Италия, за да се обяви за крал на Сицилия. Управлението му продължава до 1282, когато Сицилианската вечерня разделя кралството – остров Сицилия преминава към испанското Кралство Арагон, чийто крал бил женен за дъщерята на Манфред – Констанс, а за династията Анжу остава Южна Италия, по-популярна като Кралство Неапол.